# Chest (revue)
La publication Chest est revue par les pairs, abordant les affections thoraciques et associées, y compris la pneumologie, la cardiologie, la chirurgie thoracique, la transplantation, la ventilation, les maladies des voies respiratoires et la médecine d'urgence. Le journal a été fondé en 1935. C'est l'organe officiel de publication de l'American College of Chest Physicians (en), qui édite la revue. Son rédacteur en chef en est Richard S Irwin , de l'école de médecine de l'université du Massachusetts (en).

## Indexation des résumés
Les résumés de la revue sont indexés dans :
- Academic OneFile[1]
- Academic Search[1]
- BIOSIS Previews[2]
- CAB Abstracts[3]
- Chemical Abstracts[4]
- CINAHL[5]
- Current Contents/Clinical Medicine[2]
- Current Contents/Life Sciences[2]
- Elsevier BIOBASE[1]
- Embase[1]
- Global Health[1]
- Index Medicus/MEDLINE/PubMed[6]
- Science Citation Index[2]
- Scopus[1]
- Tropical Diseases Bulletin[1]

D'après les Journal Citation Reports, la revue a un facteur d'impact de 7,132 en 2013, la classant au 2e rang parmi les publications de la catégorie “Critical Care Medicine” et au 3e parmi les  54 de la catégorie “Respiratory Systems”,.